# ブラニフ航空
ブラニフ航空（英語: Braniff International Airways）は、1928年から1982年まで営業していたアメリカの航空会社。

## 歴史

### 創成期
1928年にテキサス州で、トーマス・E・ブラニフとポール・R・ブラニフの兄弟によって「ブラニフ・エアウェイズ」の名で創業された。トーマスは保険事業で名を成し、ポールは第一次世界大戦時に陸軍で整備士を務め、戦時中に航空機に関心をもって飛行機を所有していた。
その後テキサス州を中心としたアメリカ中西部において航空郵便業務を展開し、アメリカ国内における航空運送の発展とともに、1930年代半ば頃にはイリノイ州シカゴやメキシコとの国境付近までその路線を拡張した。

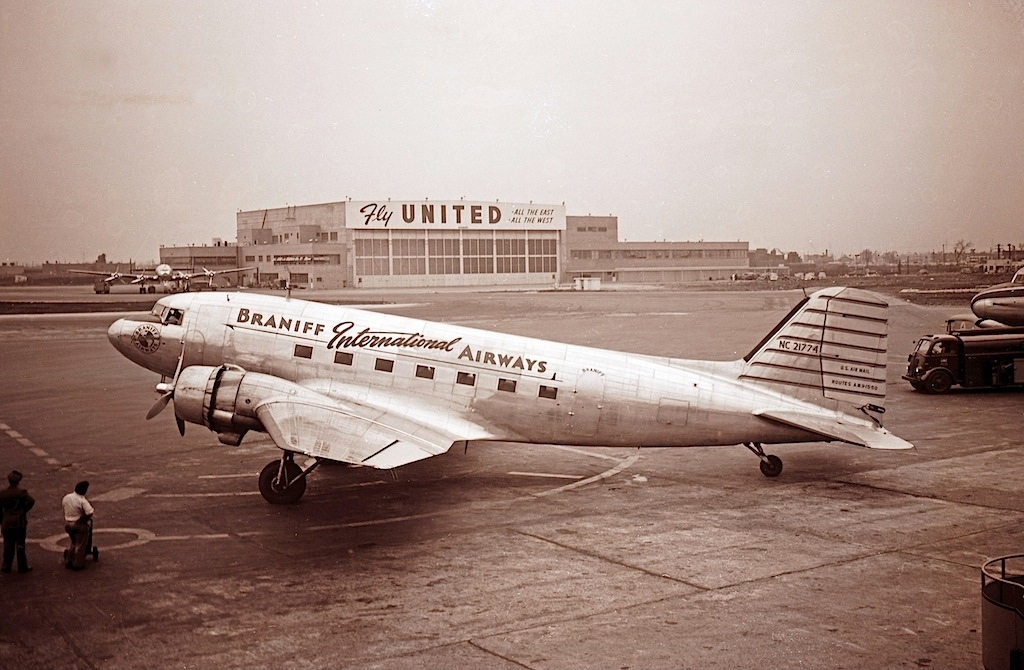
シカゴ・ミッドウェー空港に着陸中のダグラス DC-3型機

その後は、当時の最新鋭機であるダグラス DC-2やDC-3を導入し、大陸間横断路線をはじめとするアメリカ国内路線を次々に拡充し、中堅航空会社としての地位を確立した。

### 成長期

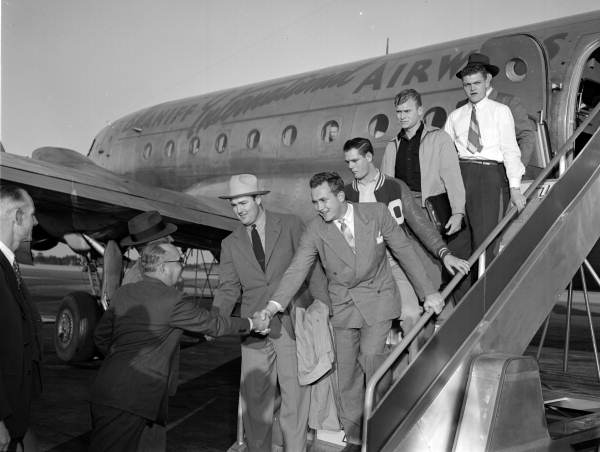
ダグラス DC-4型機

第二次世界大戦中は路線拡張を停止するものの、大戦終結後には国内線の路線拡張を進めた傍ら、パンアメリカン航空などの限られた航空会社のみが長年運航を許されてきたカリブ海諸国や南アメリカ諸国に限定された国際線の開設の政府認可を取得し、ダグラス DC-4などの大型機を導入した。
また、第二次世界大戦後の近・中距離国際線参入に併せて、社名を「ブラニフ・インターナショナル・エアウェイズ」に変更する。
なおその後、カリブ海及び南アメリカ諸国路線のハブ空港として、ペルーの首都のリマのホルヘ・チャベス国際空港やフロリダ州のマイアミ国際空港を利用し、カリブ海沿岸諸国からブラジル、ボリビア、アルゼンチンにわたる、南米大陸を網羅する路線網を築いた。

### ジェット化

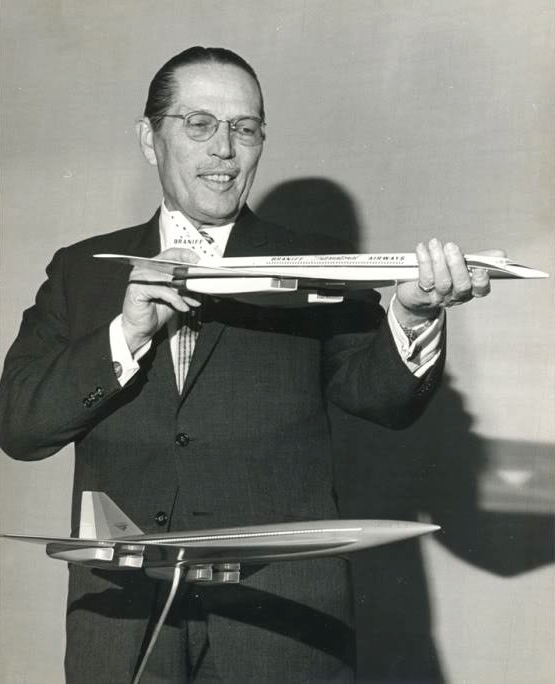
チャールズ・E・ベアード社長と733-290のモックアップ（1964年）

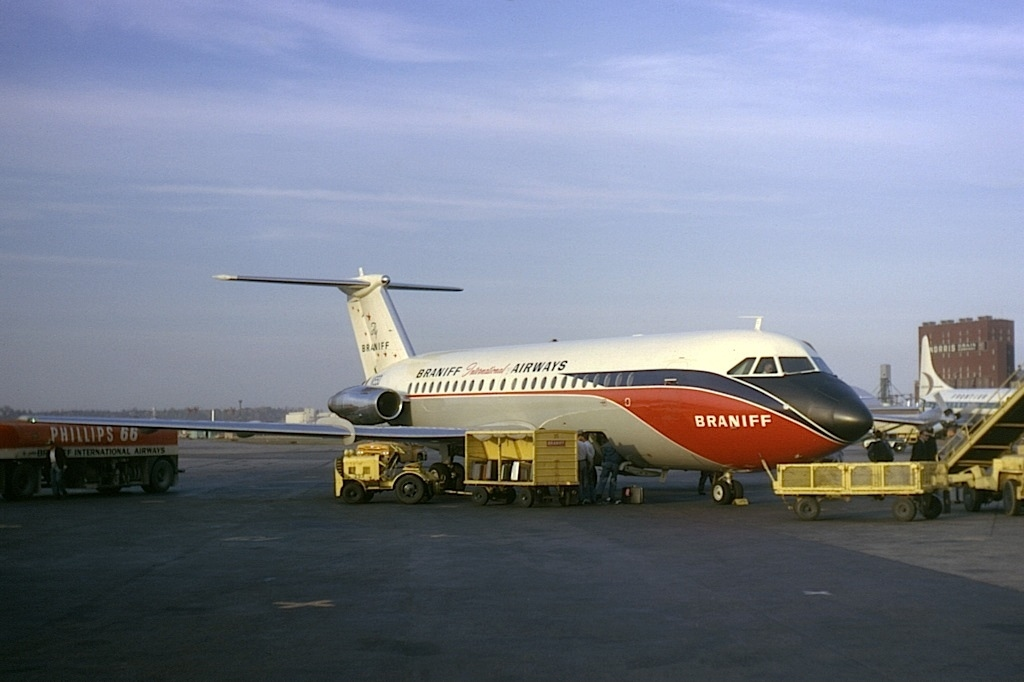
BAC 1-11型機

1954年に創業者のブラニフ兄弟が相次いで亡くなり、上級副社長だったチャールズ・エドマンド・ベアードが社長に就任。ベアード社長はジェット化の流れに乗り、1959年には当時の最新鋭機旅客機ボーイング707を他のライバル航空会社とともに導入。その後も同機のライバルのダグラス DC-8やイギリス製の中・短距離ジェット機のBAC 1-11などを相次いで導入し、1960年代中頃にはほとんどの所有機をジェット旅客機が占めるようになった。
さらに当時アメリカ政府の全面的協力を受けて各飛行機製造会社が開発していた開発中の超音速旅客機の発注にも興味を示し、後にボーイング2707型機の発注も行ったものの、後にこれをキャンセルした。
なお、この頃は持株会社の「グレートアメリカ」の傘下となっていたものの、同社が1968年にコングロマリットの「リング・テムコ・ボート」に買収されたことを受け、同社の傘下になった。

### 広告戦略

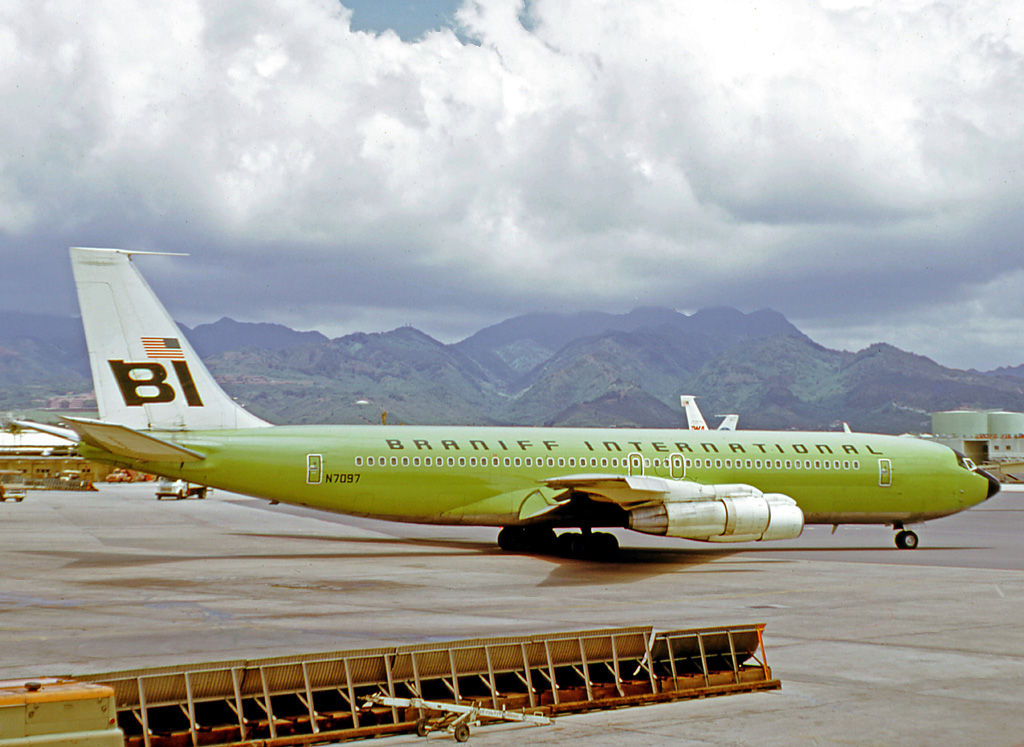
レモンイエロー塗装のボーイング707型機

国内外における競争が激化する中、1965年にはコンチネンタル航空の副社長であったハーディング・L・ローレンスを招く。ローレンスは、他社との差別化を打ち出すべく、広告代理店の役員であったメアリー・ウェルズを広告担当重役に招いた。
ローレンスは、中規模広告代理店であるジャック・ティンカー&パートナーズをパートナーに、ウェルズの知人であった著名なイタリア人デザイナーのエミリオ・プッチとアレキサンダー・ジラルドとともに「The End of the Plain Plane（退屈な飛行機の終焉）」キャンペーンを企画する。
手始めに、これまでの他社と比べて代わり映えのしない塗装を、「ジェリー・ビーンズ・フリート」をテーマに、ベージュ、黄土色、オレンジ、ターコイズ、ベビーブルー、ミディアムブルー、レモンイエローとラベンダーの各色に塗りわけ、合計15種の塗装を自社機材に施した。この塗装の導入に併せて、エミリオ・プッチがデザインした客室乗務員の制服を導入する。
その後、機内や空港のカウンター、本社オフィス「ブラニフ・ワールドヘッドクオーター」内も同じコンセプトを元に塗り別けられるなど、大胆なコーポレートアイデンティティは注目を浴びた。
また、芸術家のアンディー・ウォーホルとボクシング世界チャンピオンのソニー・リストンなどの著名人を登用した広告シリーズを展開するなど、派手な広告展開も同時に行い、1960年代後半から1970年代にかけて最も成功した航空会社の1つとなった。

### デザイン戦略

#### 機体

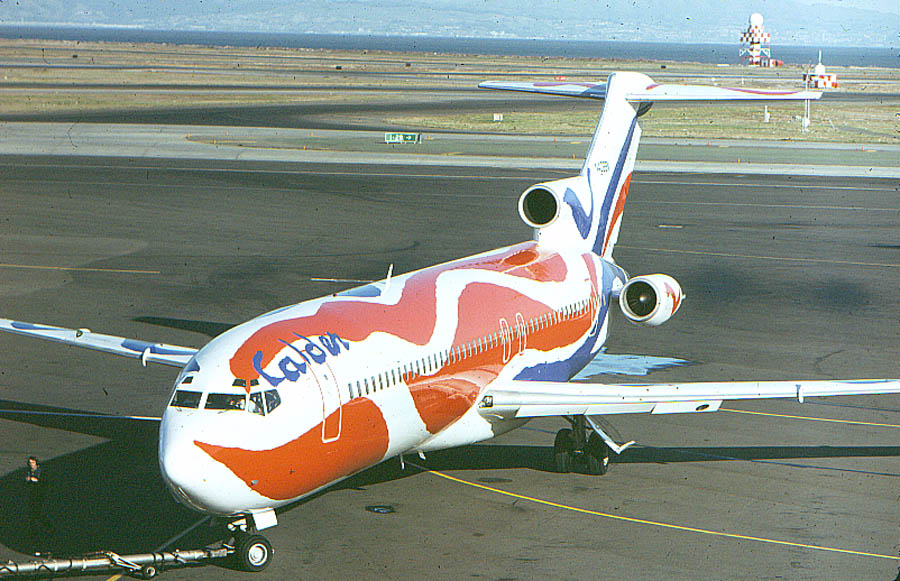
カルダーがデザインしたアメリカ独立200周年記念塗装が施されたボーイング727-200型機

1973年にはモビールで有名な芸術家アレクサンダー・カルダーを招く。1975年にカルダーは、『空飛ぶ色彩（フライング・カラーズ/Flying Colors）』塗装をダグラス DC-8に施し、パリ・エアショーでデビューさせる。
さらにカルダーは、翌年のアメリカ独立200周年を記念する特別塗装としてスペシャルカラーのボーイング727、「Flying Colors of the United States」を1976年に就航させた。
さらに3機目の『メキシコへのトリビュート』も就航予定であったが、こちらはカルダーの急死によりデザインが完成せず中止された。

#### 制服
1977年には、ロイ・ホルストン・フローウィックのデザインした客室乗務員の新しい制服をデザインする契約を結んだ。ホルストンは独特の「H」ロゴ散りばめられた落ち着いた茶色のユニフォームをデザインした。白色、小麦色、灰褐色を組み合わせた制服で、これらの色はブラニフ航空機のアルゼンチン革のシートにも使われた。
ホルストンが生み出したこのカラー・スキームは、ホルストンのウルトラスエードデザインに関連づけて「ウルトラタッチ」と名付けられ、1970年代後半を印象付けるアイコニックなものとなった。
披露パーティーにはブラニフ航空会長のハーディング・ローレンス、妻のメアリー・ウェルズ・ローレンス、リンドン・ジョンソン大統領の妻レディ・バード・ジョンソンが出席した。パーティーではホルストン自身が新しい制服を身にまとい、「ホルストネッテ」達と登場した。
ホルストンの制服とパーティーは、ファッション業界で高評価を得ただけでなく、ブラニフ航空の従業員からも「これまでに着用した中で最もシンプルかつ着心地の良い制服だ」と賞賛を受けた。

### 国際線拡張

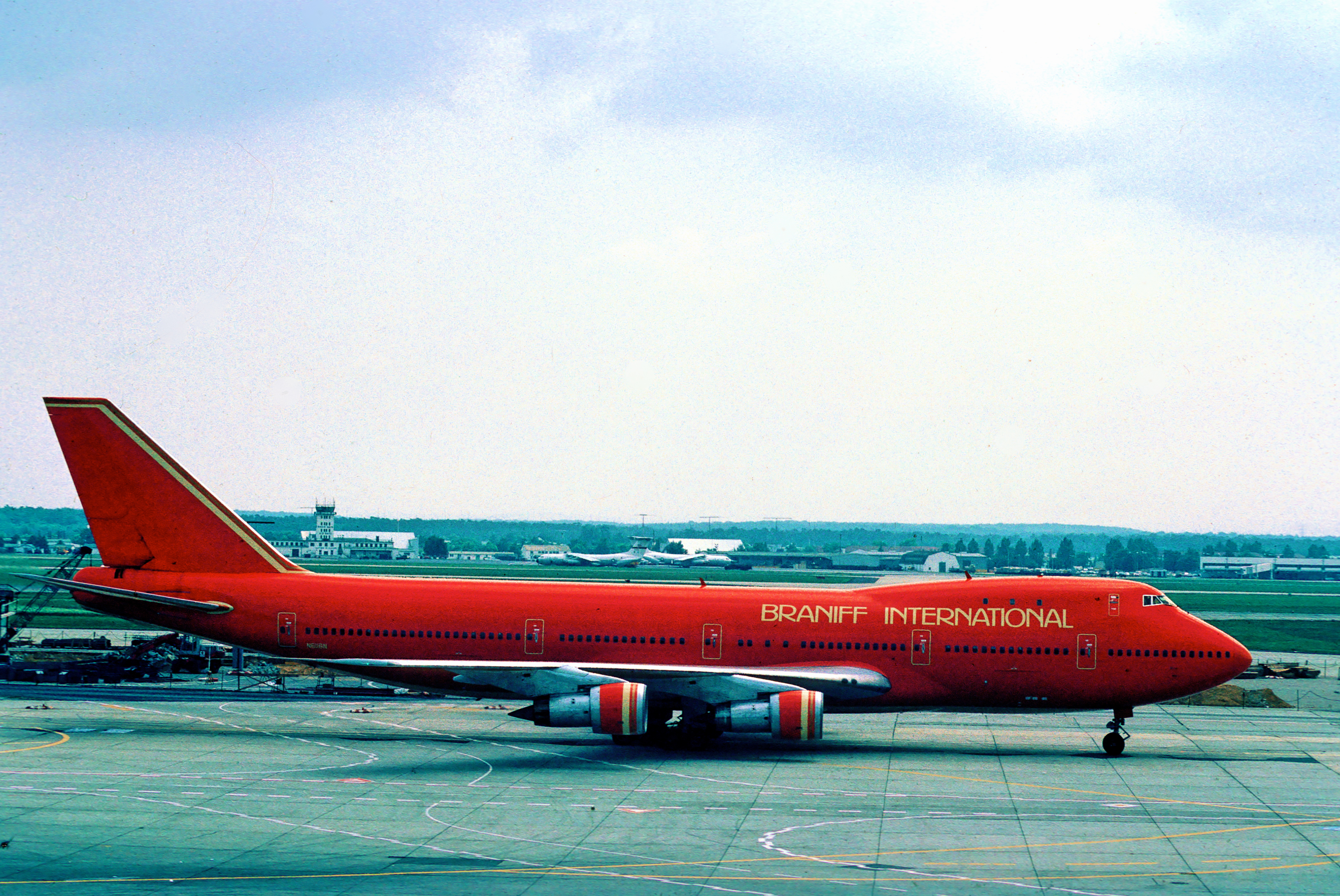
ボーイング747-200（1970年代後半）

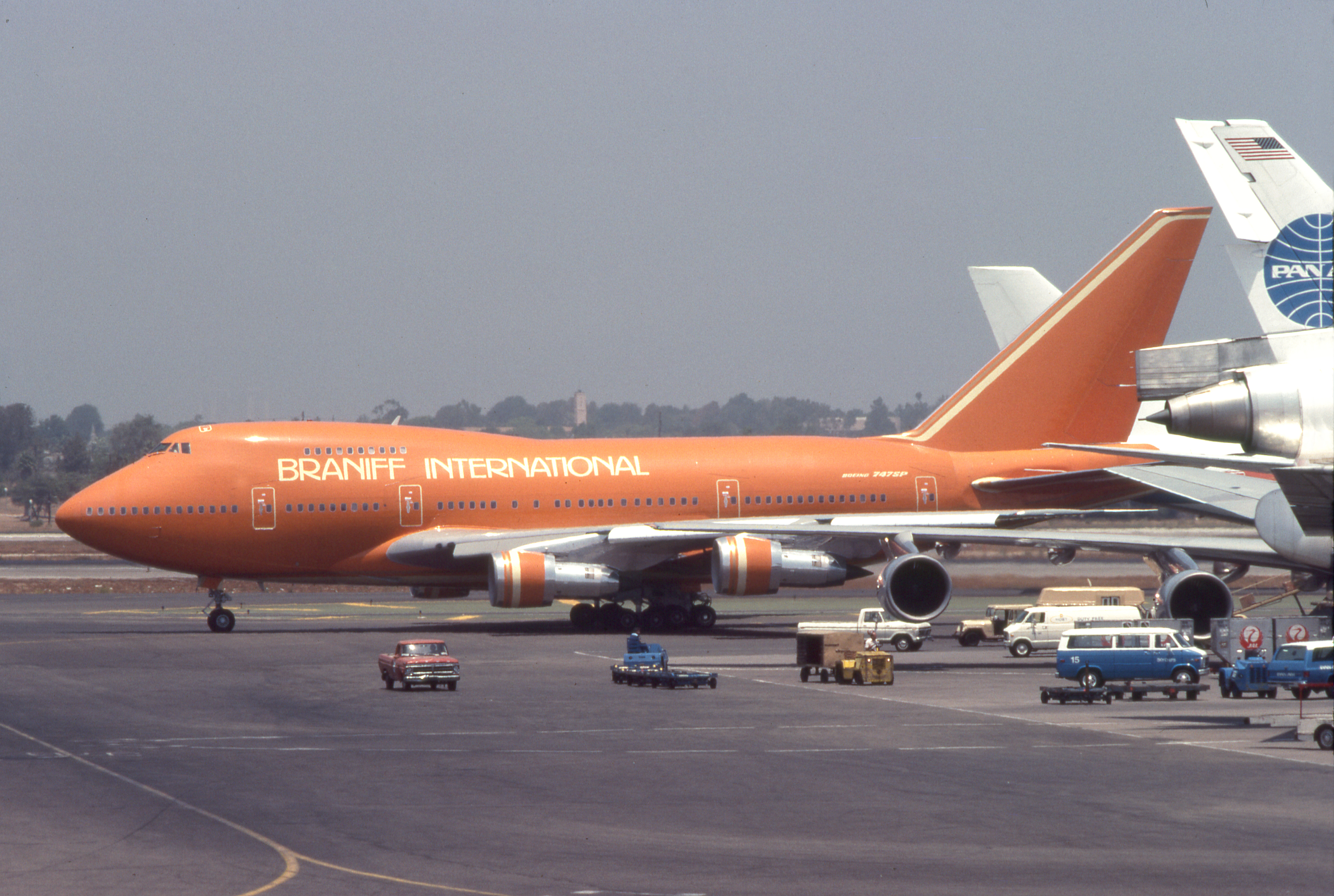
ボーイング747-SP

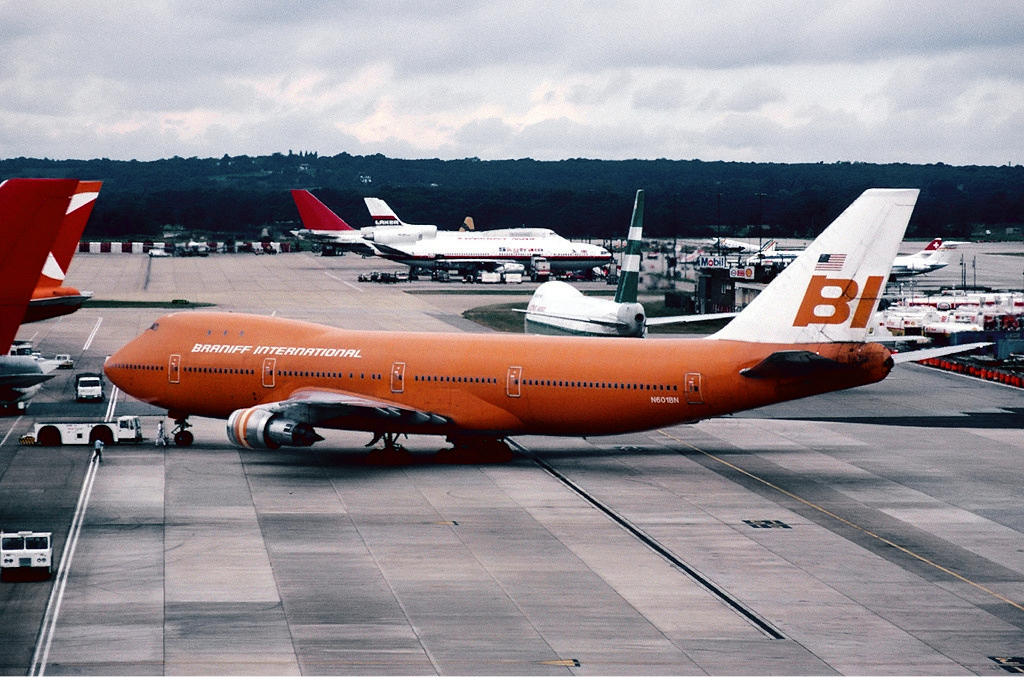
ボーイング747-100（1980年）

ジミー・カーター政権が1978年に導入した航空自由化政策（ディレギュレーション）の導入を受け国際線も南米諸国以外に拡張し、アジアやヨーロッパ各国へとその路線網を拡張するとともに、国内線からBAC 1-11を退役させより大型のボーイング727―200に更新させるなど拡張政策を進めた。
さらに当時最新鋭の超長距離機材であったボーイング747-SPを導入し、大韓民国のソウルや香港、アルゼンチンのブエノスアイレス、ペルーのリマ、ブラジルのリオデジャネイロなど世界各国へ乗り入れたものの、日本への定期便による乗り入れは行われなかった（日本に飛来したのは定期便としてではなく、香港へ向かっていた途中に機内で急病人が発生した際に成田へ緊急着陸するなどの形だけであった）。

### コンコルド運航
1960年代に一度は発注したものの、他の航空会社とともにキャンセルした超音速旅客機運航の夢をかなえるべく、1979年にはブリティッシュ・エアウェイズとエールフランス航空がそれぞれロンドンとパリからワシントンD.C.に乗り入れるコンコルドを、ワシントンD.C.からダラスの区間を引き継いで共同運航した。
しかし、超音速飛行時に発生する衝撃波に対する反対運動などから、アメリカ大陸上空における超音速飛行が許可されなかった上、当初の思惑に反し乗客が集まらなかったことから共同運航は短期間で中止された。
なおブリティッシュ・エアウェイズとシンガポール航空が共同運航した際のような、右舷と左舷サイドで両社の塗装を塗り分けるような施策は行われなかったが、専用の航空券や安全のしおりが用意された。

### 経営危機
1960年代から1970年代後半にかけて、上記のような大胆で派手なマーケティング施策を打ち続けるとともに、国際線の大規模な拡張政策を取り続けていたものの、1978年のディレギュレーション政策導入後の国内外路線における拡張政策が、国内線、国際線双方の競争激化や低価格競争を受けて思うような収益向上につながらなかった。

### 破産

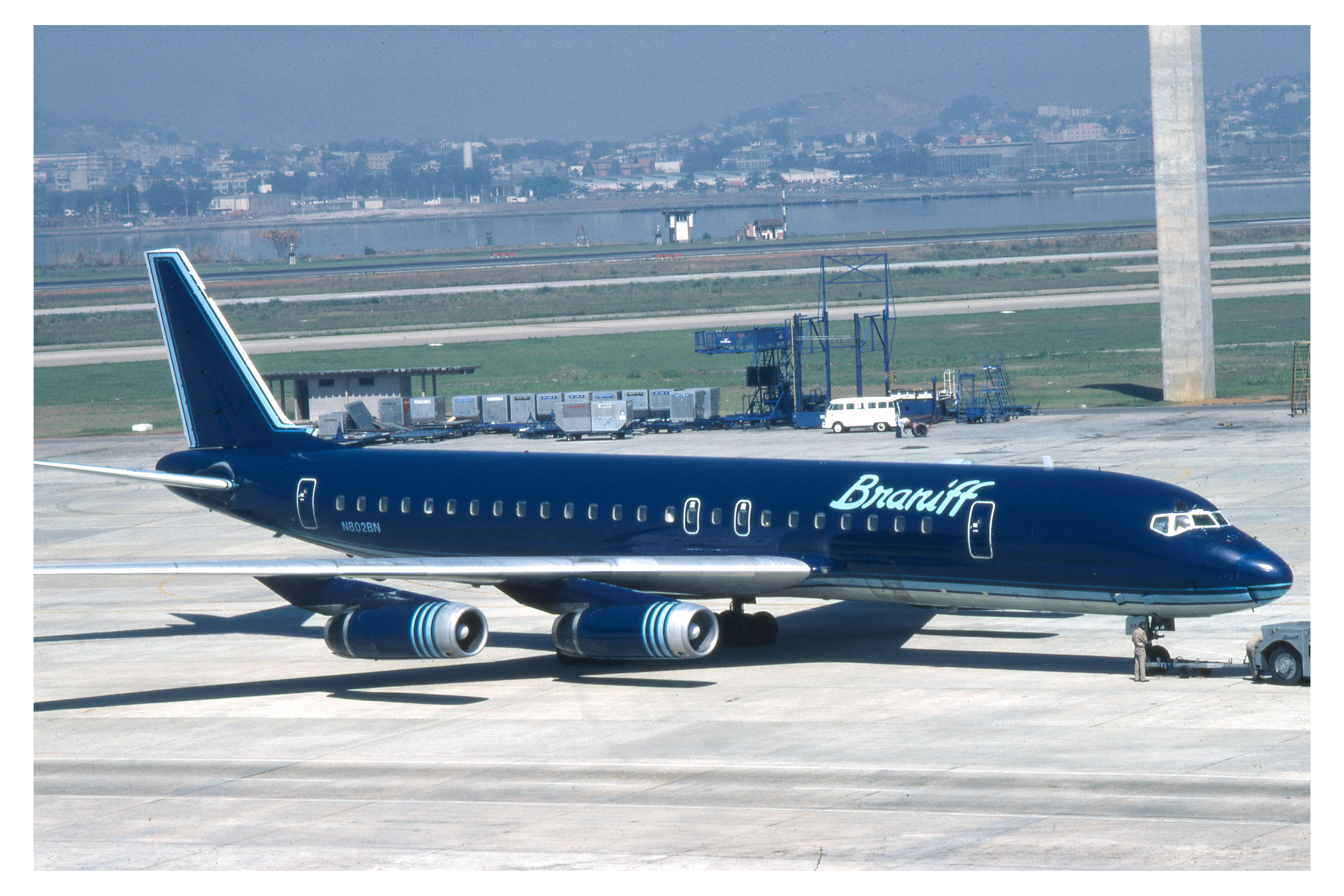
ダグラスDC-8型機（1982年）

ディレギュレーション政策導入後の経営悪化の上に、折から発生したイラン・イラク戦争の勃発による燃料の高騰により、大きなダメージを受け1980年代に入ると急速に経営状態が悪化した。
1980年には社長のローレンスが解任されたものの、ローレンスの後継者達も経営を立て直すことが出来ず1982年5月11日に破産を宣告され、翌12日に全ての便の運航を停止した。

### 復活

#### 1983年-1990年

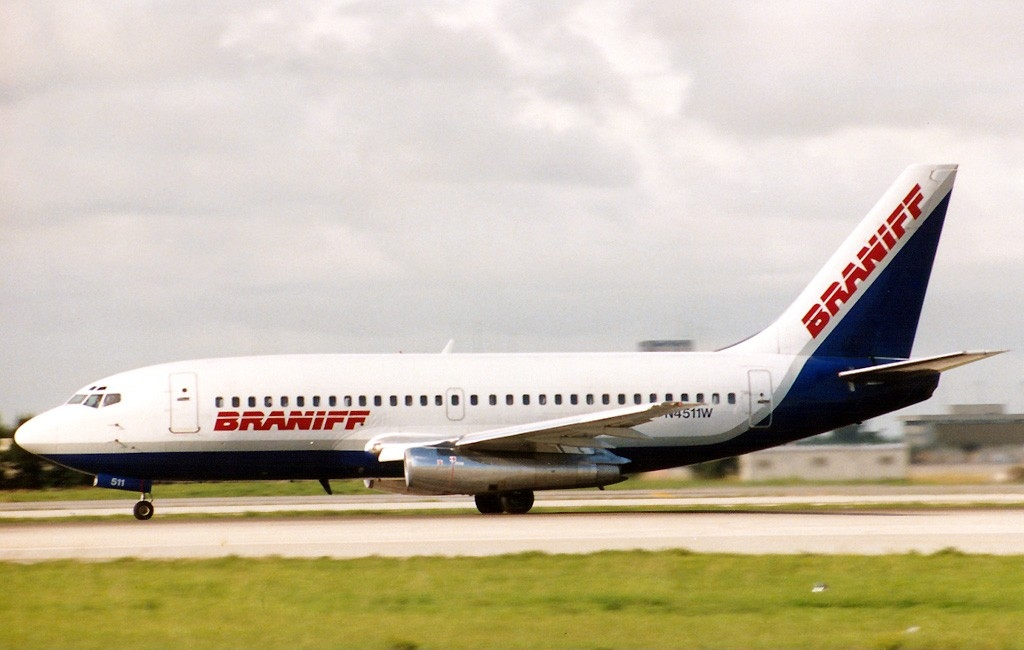
ボーイング737-200型機

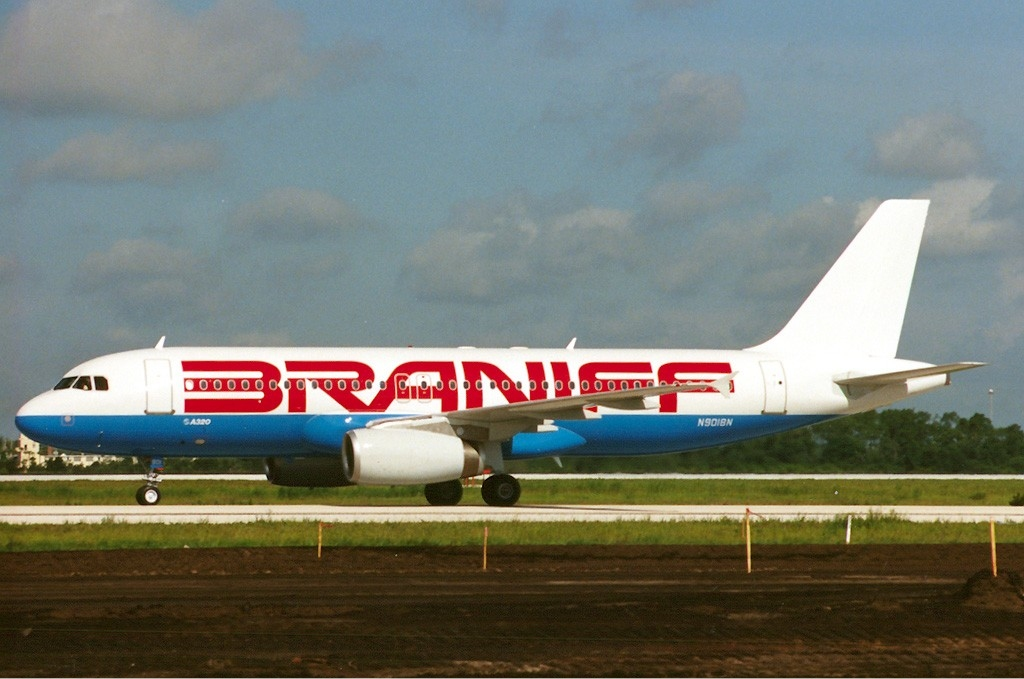
最終塗装のエアバスA320型機

その後ハイアットホテル経営者一族のジェイ・プリツカーが音頭を取り、1983年に残存資産を買い取り、1984年に再度同名で運航を開始する。
カンザスシティ国際空港をハブ空港に国内線と近距離国際線を運航し、機材はボーイング727-200やボーイング737-200が中心となった。なおこの時に新しいロゴと塗装が導入されることになり、以前使用されていたカルダーによるデザインは採用されなかった。
その後豊富な資金を元にオーランド国際空港を第2のハブにするなど路線を拡張し、地域航空会社のフロリダ・エクスプレスを買収するなど積極的な拡大政策を取った。さらにエアバスA320とフォッカー100を大量発注したものの、1980年代後半には経営不振に陥いる。
その後パンアメリカン航空がオーダーしたものの経営不振により受領されなかったエアバスA320を2機導入し、パンアメリカン航空のようなビルボード塗装を取り入れた新塗装で運航を行ったものの、1989年に一旦運航を停止する。
その後再びエアバスA320のみで規模を縮小して運航を再開したが、1990年12月に湾岸戦争による乗客減などを受け運航を停止した。

#### 1991年-1992年
その後1991年にBIA-CORホールディングが経営権を買い取り再度復活し、ボーイング727-200とダグラスDC-9数機で運航を開始するものの、こちらもわずか1年で運航を停止した。

### 現況
ブラニフの商標及びその他の権利は、1983年以降プライベートの取消不可信託（Irrevocable Trust）が管理している。同信託は、2015年に一度傘下の民間団体に売却したが、2022年に再取得した。2024年現在は、民間団体時代に設立された「法人ブラニフ航空（Braniff Airways, Incorporated）」がブラニフ航空及び関連企業に関わる一切の権利を所有しており、本社はオクラホマ州オクラホマシティにある。

## 主な使用機材
- ダグラス DC-8
- ボーイング707
- ボーイング727
- ボーイング747
- BAC 1-11
- エアバスA320
- アエロスパシアル コンコルド

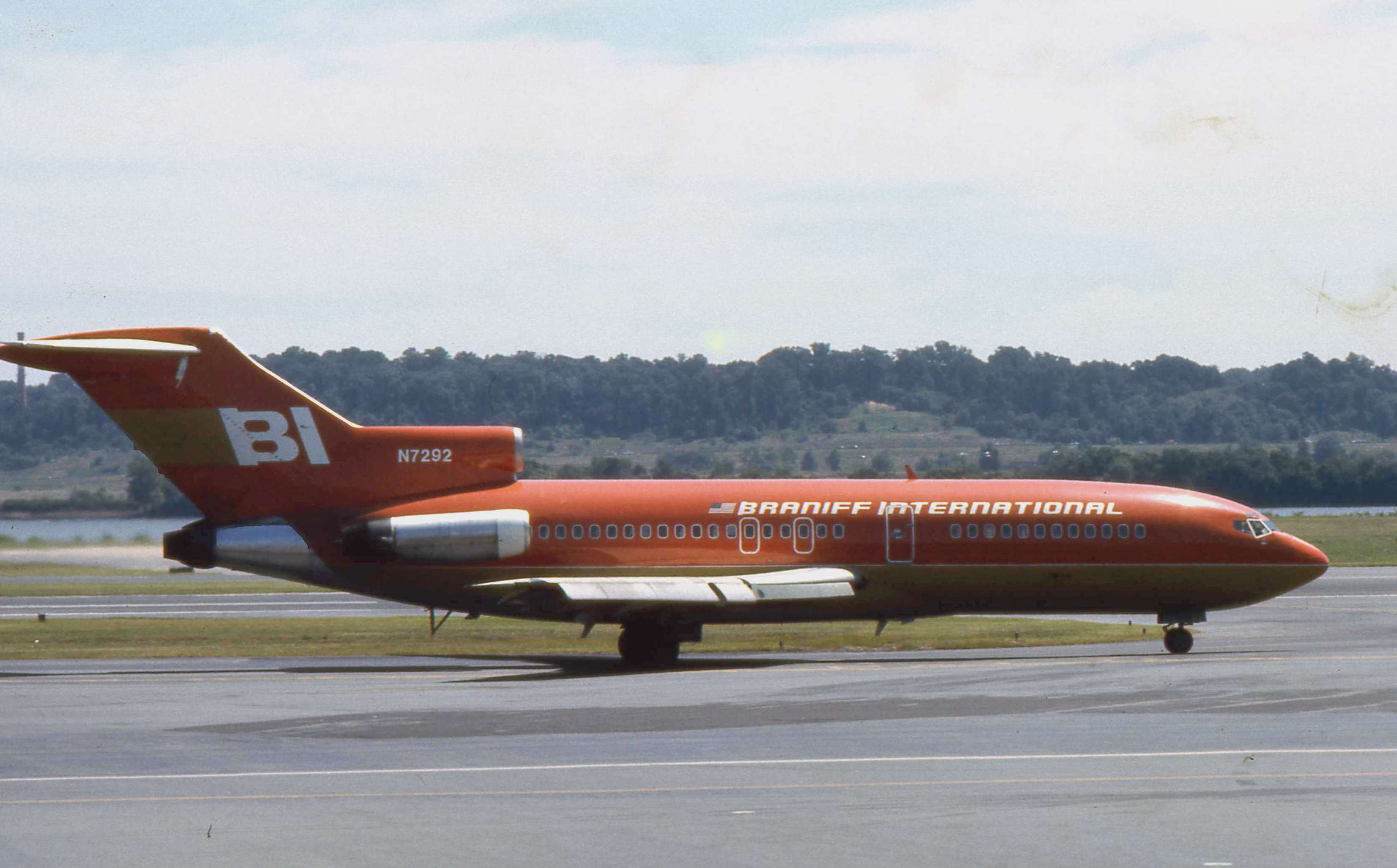
オレンジ色に塗装されたボーイング727型機

  - 1978年12月-1980年5月の間、エールフランスから5機、ブリティッシュ・エアウェイズから6機計11機ほどリースしていた。

運行はダラス・フォートワース国際空港からワシントン・ダレス国際空港までブラニフ航空が担当し、そこからパリ・ロンドンまで英仏それぞれの会社が担当するというものだった。

### ボーイング社によるブラニフ航空のカスタマーコード
なお、ブラニフ航空が発注したボーイング社製航空機の顧客番号（カスタマーコード）は27で、航空機の形式名は747-127, 747SP-27, 747-227, などとなっていた。

## 航空事故
1959年9月29日、テキサス州ヒューストンからニューヨーク行きを予定していたブラニフ航空542便がテキサス州バッファローの南東約3.8マイル（6.1 km）の空中で晴天乱気流により空中分解し、乗員乗客34名が死亡した。機体はロッキード L-188で、機体登録番号はN9705Cであった。
1959年10月19日、訓練飛行中のボーイング707型機で、新人パイロットに飛行技術を習熟させるためヨーダンパーをオフにしたところ、激しいダッチロール運動を発生させ、4基のエンジンのうち3基が脱落した。キング郡国際空港を出発し、ブラニフ航空に届けられる途中の真新しい707-227 (N7071)は、ワシントン州アーリントンの河床に墜落し、8人の搭乗者のうち4人が死亡した。
1966年8月6日に、ブラニフ航空250便が、ネブラスカ州で墜落した。ミズーリ州カンザスシティからネブラスカ州オマハへ運航している途中であった。事故原因は機体の異常であった。この事故で38人の乗客と、4人の乗員が犠牲になった。機種はBAC 1-11-203AEで、機体登録番号はN1553であった。
1968年5月3日、ブラニフ航空352便がテキサス州ナバロ郡ドーソン上空で雷雨に遭遇し、回避しようとしたところ空中分解して墜落。乗員5名と乗客80名全員が死亡した。原因は急旋回時に機体に過度の負荷がかかったことであった。機種はロッキード L-188Aで、機体登録番号はN9707Cであった。
スリナム航空764便墜落事故のDC-8の機体（機体番号N1809E）は嘗て同社が保有しており、倒産時にリースされたものだった。尚、同機体はブラニフ航空所属時の1979年に軽微な事故を起こしている。